# Brussels Cycling Classic 2016
La 96.ª edición de la Brussels Cycling Classic fue una carrera ciclista disputada en Bruselas el 3 de septiembre de 2016. Formó parte del UCI Europe Tour 2016 en su máxima categoría.
La carrera fue ganada por el corredor belga Tom Boonen del equipo Etixx-Quick Step, en segundo lugar Arnaud Démare (FDJ) y en tercer lugar Nacer Bouhanni (Cofidis).

## Equipos participantes
Tomaron parte en la carrera 23 equipos: 6 de categoría UCI WorldTeam; 14 de categoría Profesional Continental; 3 de categoría Continental. Formando así un pelotón de 165 ciclistas de los que acabaron 129. Los equipos participantes fueron:
| WorldTeams (6)- Etixx-Quick Step - Lotto-Soudal - AG2R La Mondiale - Astana - FDJ - Lampre-Merida Equipos continentales profesionales (14)- Bora-Argon 18 - CCC Sprandi Polkowice - Cofidis, Solutions Crédits - Delko-Marseille Provence-KTM - Direct Énergie - Fortuneo-Vital Concept - Gazprom-RusVelo - Nippo-Vini Fantini - Roompot-Oranje Peloton - Stölting Service Group - Team Roth - Topsport Vlaanderen-Baloise - Wanty-Groupe Gobert - Wilier Triestina-Southeast Equipos continentales (3)- Wallonie Bruxelles-Group Protect - Verandas Willems - Cibel-Cebon |
| |

## Clasificación final
- Las clasificaciones finalizaron de la siguiente forma:[3]

| \| Clasificación general \| Clasificación general \| Clasificación general \| Clasificación general \| Clasificación general \| \| Ciclista \| Ciclista \| Equipo \| Tiempo \| \| \| --------------------- \| --------------------- \| -------------------------------- \| --------------------- \| --------------------- \| \| 1.º \| Tom Boonen \| Etixx-Quick Step \| 4 h 35 min 10 s \| \| \| 2.º \| Arnaud Démare \| FDJ \| + 0 s \| \| \| 3.º \| Nacer Bouhanni \| Cofidis, Solutions Crédits \| + 0 s \| \| \| 4.º \| Sacha Modolo \| Lampre-Merida \| + 0 s \| \| \| 5.º \| Timothy Dupont \| Verandas Willems \| + 0 s \| \| \| 6.º \| Pieter Vanspeybrouck \| Topsport Vlaanderen-Baloise \| + 0 s \| \| \| 7.º \| Tiesj Benoot \| Lotto-Soudal \| + 0 s \| \| \| 8.º \| Kenny Dehaes \| Wanty-Groupe Gobert \| + 0 s \| \| \| 9.º \| Roy Jans \| Wanty-Groupe Gobert \| + 0 s \| \| \| 10.º \| Kevyn Ista \| Wallonie Bruxelles-Group Protect \| + 0 s \| \| |                      |                                  |                 |
| |                      |                                  |                 |
| Fuente: ProCyclingStats |                      |                                  |                 |
| Clasificación general |                      |                                  |                 |
| Ciclista | Ciclista             | Equipo                           | Tiempo          |
| 1.º | Tom Boonen           | Etixx-Quick Step                 | 4 h 35 min 10 s |
| 2.º | Arnaud Démare        | FDJ                              | + 0 s           |
| 3.º | Nacer Bouhanni       | Cofidis, Solutions Crédits       | + 0 s           |
| 4.º | Sacha Modolo         | Lampre-Merida                    | + 0 s           |
| 5.º | Timothy Dupont       | Verandas Willems                 | + 0 s           |
| 6.º | Pieter Vanspeybrouck | Topsport Vlaanderen-Baloise      | + 0 s           |
| 7.º | Tiesj Benoot         | Lotto-Soudal                     | + 0 s           |
| 8.º | Kenny Dehaes         | Wanty-Groupe Gobert              | + 0 s           |
| 9.º | Roy Jans             | Wanty-Groupe Gobert              | + 0 s           |
| 10.º | Kevyn Ista           | Wallonie Bruxelles-Group Protect | + 0 s           |